# Kristusbild
Kristusbild är en konstnärlig framställning av Kristus.
Framställningen av Kristus är ett huvudtema inom den kristna konsten. I den äldsta kristna konsten avbildades han vanligen ung och skägglös, men fr.o.m. 500-talet slog en specifik Kristusgestalt igenom inom alla konstarter, skäggig och allvarlig.
Under århundradena omkring år 1000 avbildades Jesus med krona, eftersom Kristus Konungen var det drag i kristusbilden man betonade mest.
Från senmedeltiden och framåt har Kristusbilderna alltmer betonat Kristi mänskliga drag, det själsliga uttrycket har stegrats, emellanåt till det dramatiska som under barocken, och den tematiska mångfalden har ökat. Det utseende som Jesus har idag i konsten tillkom under 1800 eller 1900-talet. Det visar en finhyllt man med långt rödbrunt hår och skägg. En typisk landsman till Jesus av idag torde nog trots allt ge en uppfattning om Kristus egentliga gestalt/utseende och även om hur han skulle ha sett ut som äldre, fråntaget att hans blick aldrig går att rekonstruera bildligt.
I början såg han således ut som en ung välklädd romare ur överklassen. Därefter blev han lite skäggigt bohemisk för att så småningom bli "vite krist", konungen med svärdet i handen. Så anlände han hit till Norden. Numera framställs han i bildkonsten som en lidande döende man med anorektiska drag.